# The Riddler's Revenge
The Riddler's Revenge sont des montagnes russes en position verticale du parc Six Flags Magic Mountain, localisé à Valencia près de Santa Clarita en Californie, banlieue nord de Los Angeles, aux États-Unis.

## Statistiques
- Capacité : 1 610 personnes par heure
- Force g : 4,2 g
- Trains : 3 trains avec 8 wagons par train. Les passagers sont placés à 4 sur un seul rang pour un total de 32 passagers par train.

## Galerie

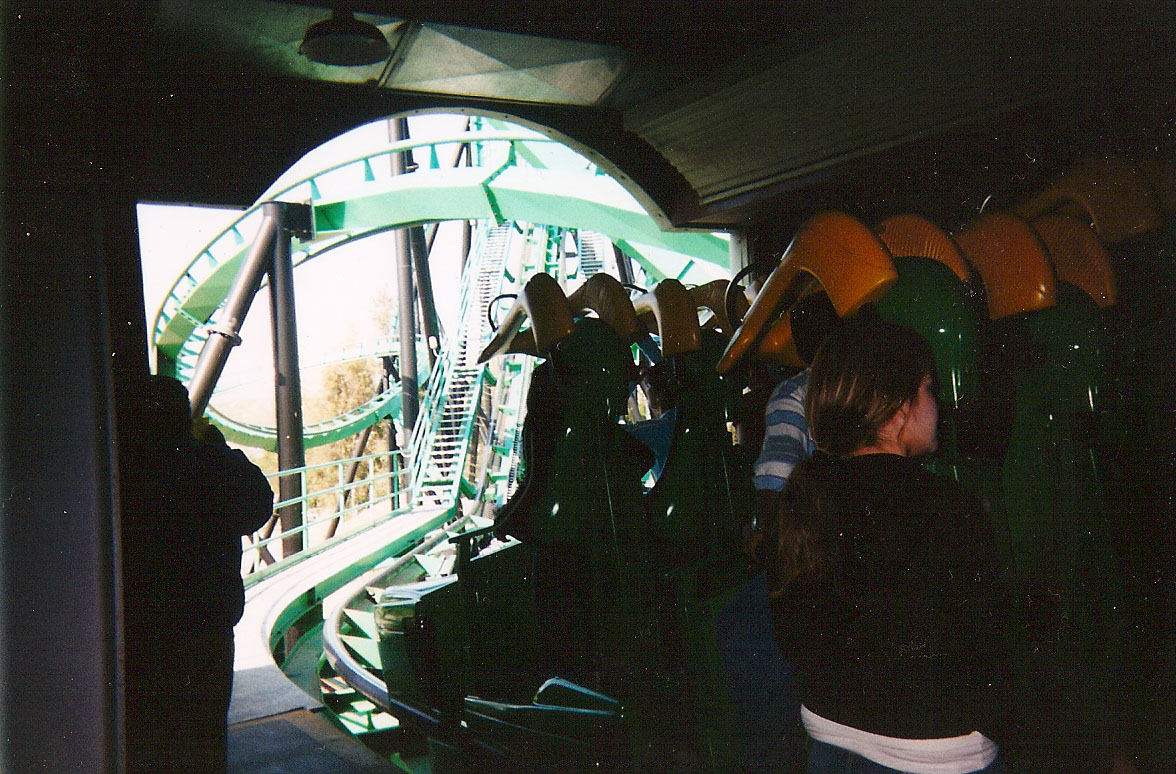
La gare.
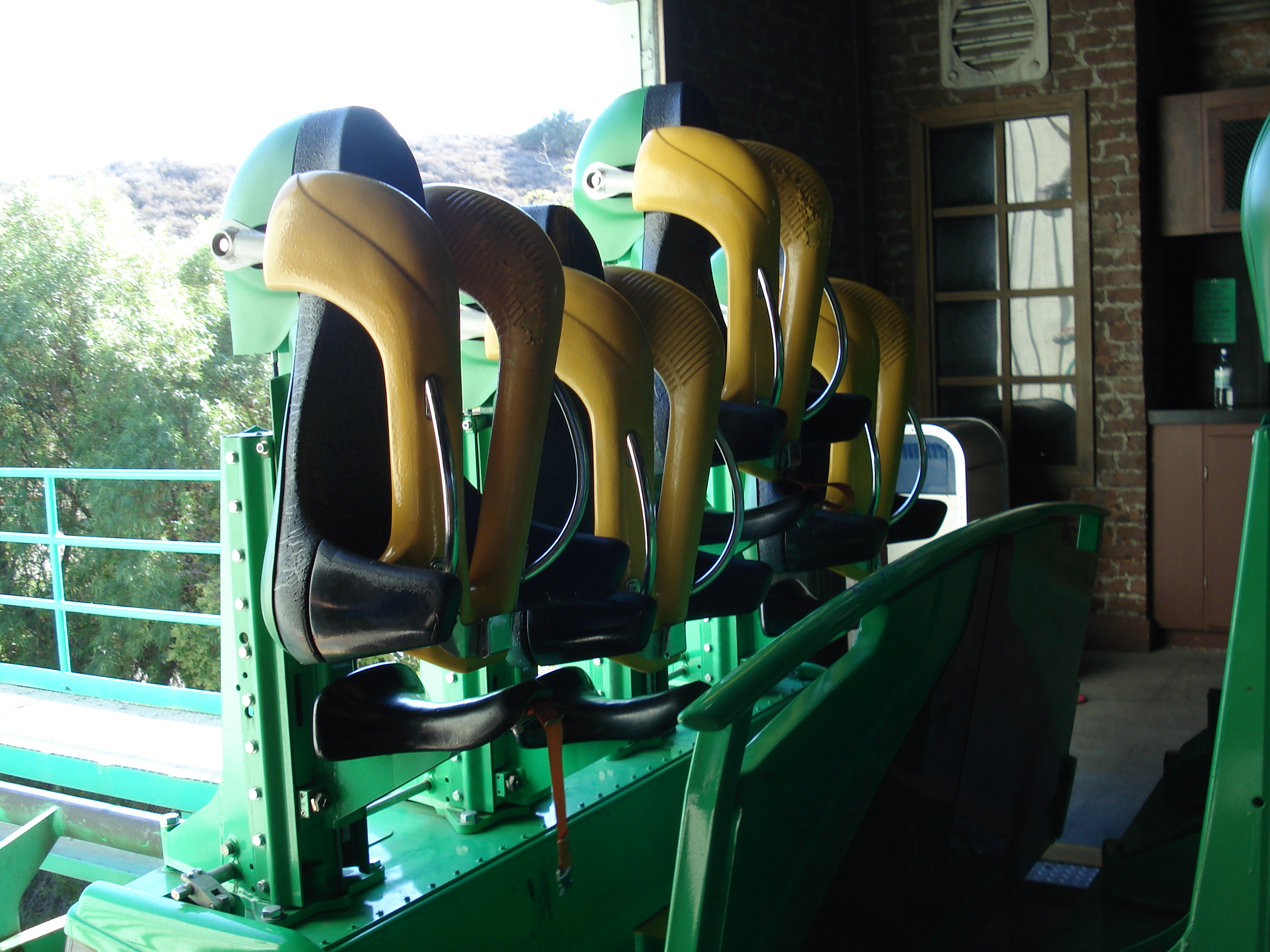
Les sièges d'un wagon.
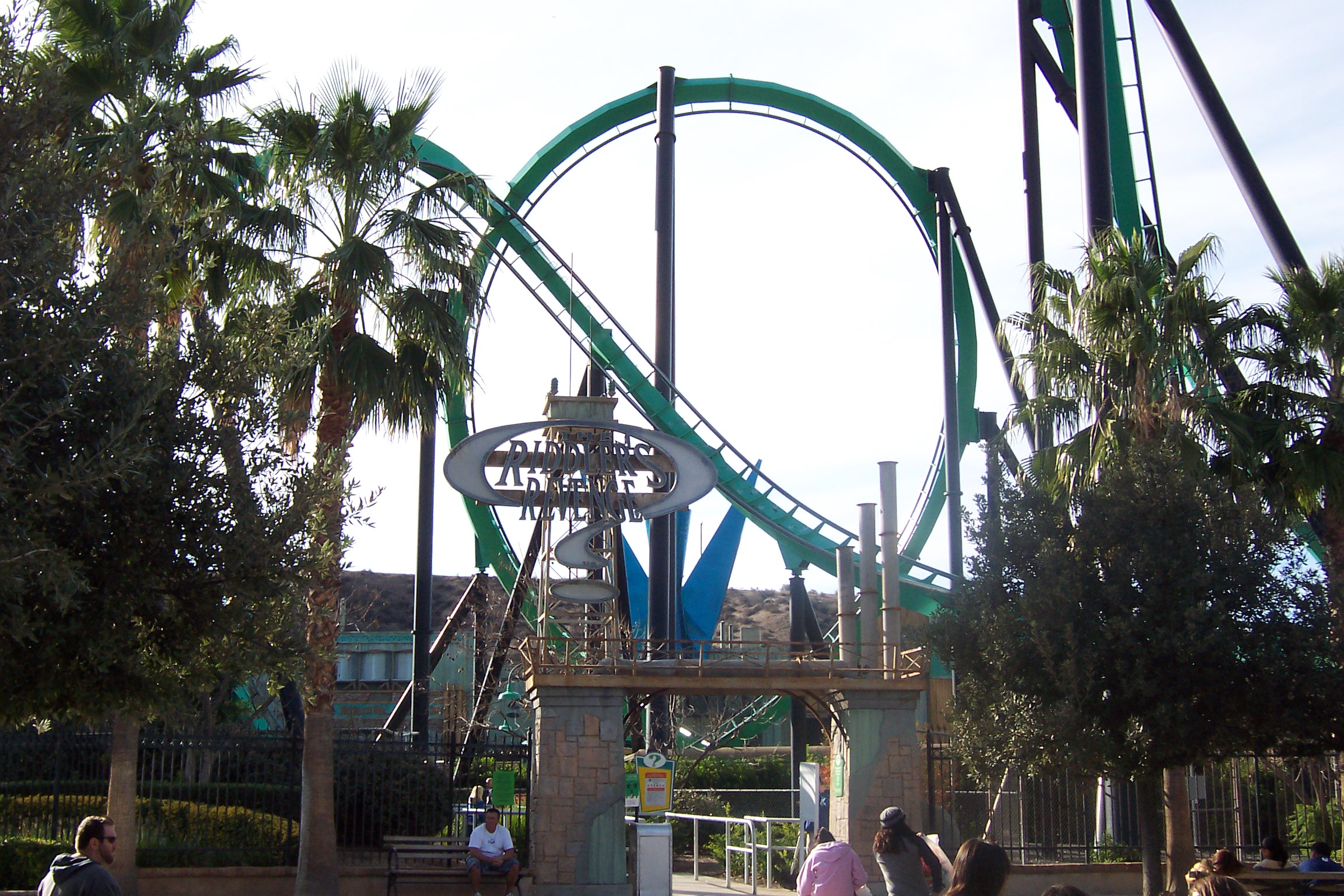
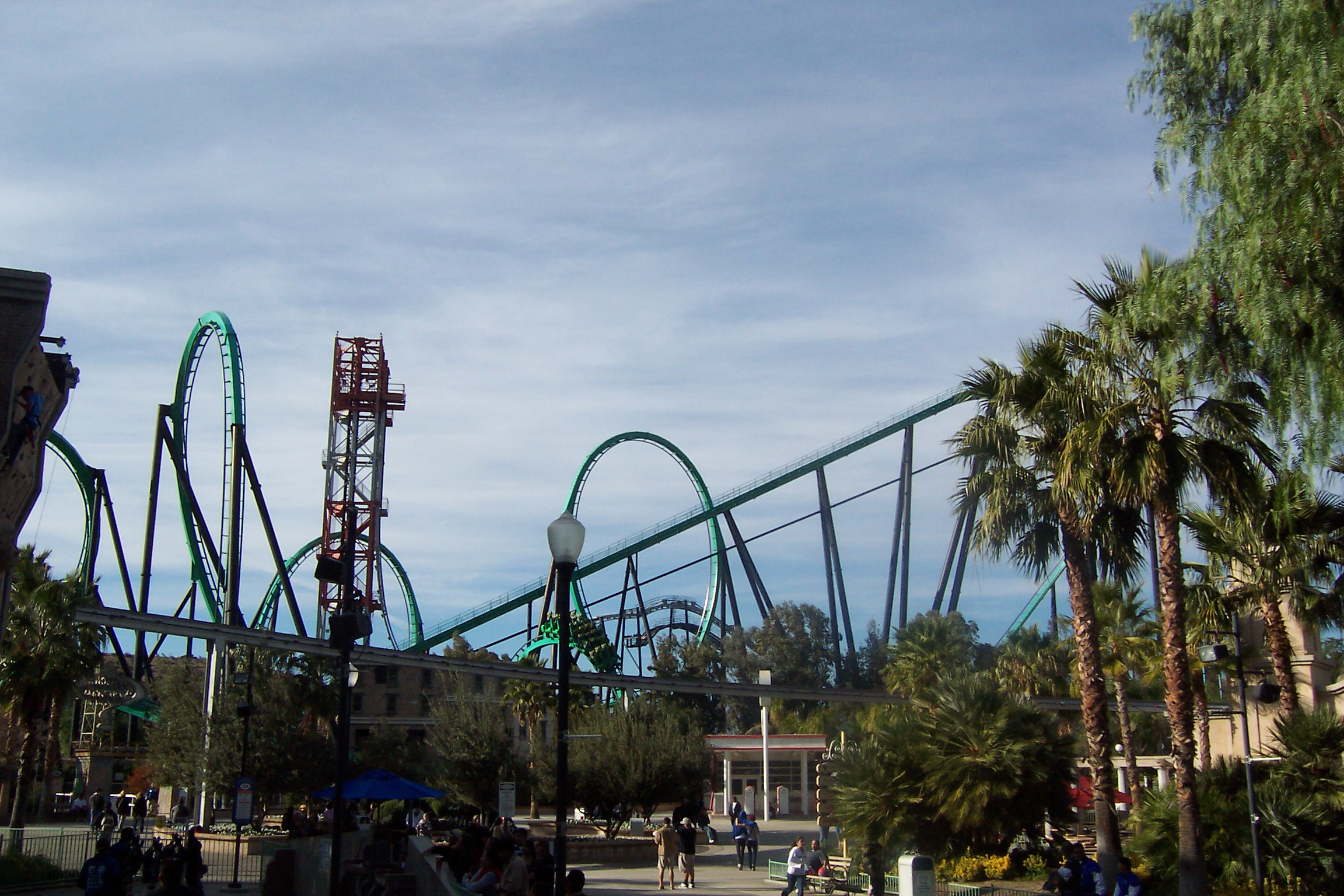
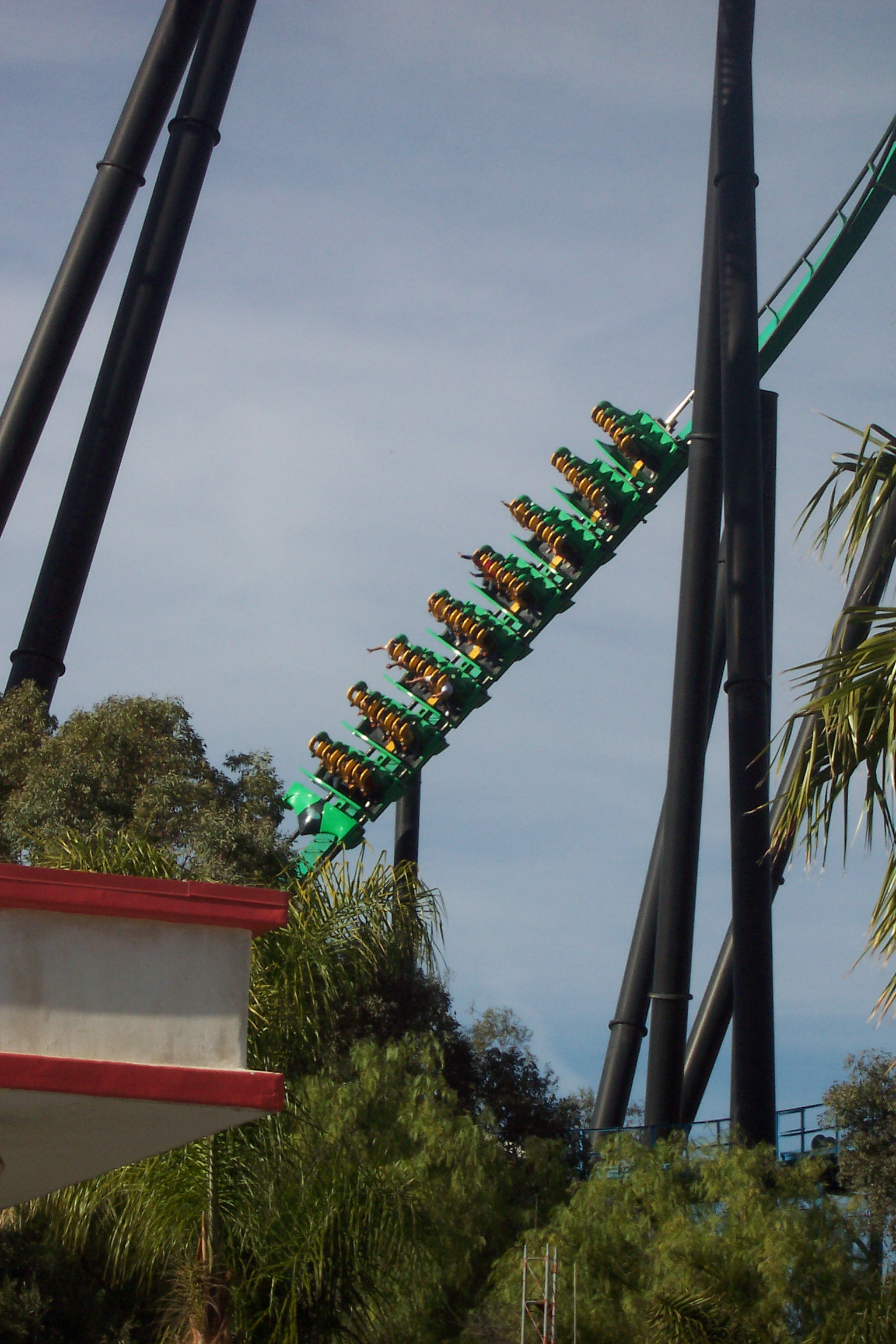